# RISC
RISC je angleška kratica za Reduced Instruction Set Computer. To je tip mikroprocesorjev, ki imajo relativno manjši nabor ukazov. Prednost tehnologije je, da so procesorji hitrejši in cenejši, strojna oprema pa je tudi cenejša za izdelavo.
Poleg manjšega nabora ukazov pa se od CISC (Complex Instruction Set Computer) mikroprocesorjev razlikuje tudi v teh pomembnih točkah:
1. Vsi ukazi se izvršijo v enem urinem ciklu (z izjemo ukazov tipa LOAD/STORE)
2. Ukazi, ki so zmožni delati z operandi v pomnilniku (in ne v notranjih registrih) morajo biti tipa LOAD/STORE
3. Vsi ukazi v RISC morajo biti enako dolgi.

Ker so implementirani kvečjemu enostavnejši ukazi, s katerimi se sestavlja kompleksne operacije, se večina ukazov izvede v eni urini periodi. Le ukazi za delo s pomnilnikom vzamejo več procesorskega časa. Enake dolžine ukazov se kot prednost najbolj izkažejo pri mikroprocesorjih s cevovodi, saj se zaradi enakih dolžin ukazov cevovodi najbolj optimalno zapolnijo. RISC mikroprocesorji s cevovodi se imenujejo skalarni-RISC procesorji.
Iz povedanega seveda sledi, da so ukazi RISC tudi ortogonalni. Prednosti mikroprocesorjev CISC po navadi ne odtehtajo njihove zapletene zgradbe, zato je danes v ospredju arhitektura RISC.

## Zgodovina
Sredi 70-tih let so načrtovalci mikroprocesorjev ugotovili, da veliko ukazov iz arhitekture CISC v praktičnem programju nikoli ni bilo uporabljenih, zato so se odločili, da bi bilo bolje če bi namesto velikega nabora ukazov podprli le najbolj uporabljane, ostale pa bi izvedli sekvenčno. Manj ukazov je pomenilo, da je na integriranem vezju ostalo več prostora za implementacijo boljše krmilne ter ostale logike. Tako so lahko mikroprocesorjem dodajali nove registre in predvsem boljšo logiko za delo s pomnilnikom, katera k dejanski hitrosti izvajanja programov največ prispeva. Manj tranzistorjev je pomenilo tudi manjše pregrevanje, ter posledično višje frekvence delovanja.
Najbolj znani RISC mikroprocesorji so ARM, DEC Alpha, SPARC, MIPS, PowerPC... vendar v zadnjem času prihaja do vse večje podobnosti med tehnologijama CISC in RISC.